# NGC 4411A
NGC 4411A is een balkspiraalstelsel in het sterrenbeeld Maagd. Het hemelobject ligt 71,8 miljoen lichtjaar van de Aarde verwijderd.

## Synoniemen
- NGC 4411-1
- ZWG 70.74
- IC 3339
- VCC 905
- UGC 7537
- KCPG 336A
- MCG 2-32-48
- PGC 40695